# Diaspis chilensis
Diaspis chilensis är en insektsart som beskrevs av Cockerell 1895. Diaspis chilensis ingår i släktet Diaspis och familjen pansarsköldlöss. Inga underarter finns listade i Catalogue of Life.